# Angelário
Angelário (em latim: Angelarius) foi um clérigo bizantino ou búlgaro do século IX.

## Vida
Angelário era um dos apóstolos eslavos e aluno de Metódio. Em 6 de abril de 885, com a morte de Metódio, foi preso com Gorasdo, Naum, Clemente e Laurêncio e expulso da Grande Morávia. Acompanhou Clemente e Naum ao Danúbio, então à corte de Radislau em Belgrado, que enviou-os à Bulgária ao cã Bóris I (r. 852–889). Em 886, morou na casa de Tzasélabo, mas morreu pouco depois.
Em algumas fontes eslavas, Sabas aparece em seu lugar dentre os apóstolos eslavos, o que levou alguns autores a cogitarem a ideia de que são a mesma pessoa, sendo Angelário seu nome batismal e Sabas seu nome monástico; numa delas esses os nomes aparecem lado a lado.